# Euclysia ochrivitta
Euclysia ochrivitta är en fjärilsart som beskrevs av W. Warren 1905. Euclysia ochrivitta ingår i släktet Euclysia och familjen mätare. Inga underarter finns listade i Catalogue of Life.